# Forsikringsvidenskab
Forsikringsvidenskab eller forsikringsmatematik er en akademisk disciplin som benytter matematiske og statistiske metoder til at vurdere risici inden for forsikrings- og finansbranchen.
Kandidater i forsikringsmatematik har den akademiske titel candidata/candidatus actuarii, forkortet cand.act. En sådan kaldes også en aktuar.